# Skrattabborrtjärnen (Fredrika socken, Lappland)
Skrattabborrtjärnen är en sjö i Åsele kommun i Lappland och ingår i Gideälvens huvudavrinningsområde.